# Darendeli Topal İzzet Mehmed Pascià
Pascià Darendeli Topal İzzet Mehmed noto anche come Topal Izzet Pascià, or Darendeli Mehmed Pascià (Darende, 1792 – Istanbul, 7 marzo 1855) è stato un politico e ammiraglio ottomano.
Fu uno statista riformista durante il periodo Tanzimat e Gran Visir dell'Impero Ottomano per due mandati.
Intorno al 1840, prestò servizio anche come Kapudan Pasha (Grande Admiraglio) della Marina ottomana.

## Biografia
Nacque a Darende nel 1792. Suo padre era İbrahim Bey uno dei notabili di Darende. Quando suo zio, Darendeli Ali Pascià fu nominato wali di Konya nel 1809, divenne il suo guarda sigilli. In breve tempo ottenne i gradi di custode e imrahor e divenne amministratore e voivoda in vari luoghi. Per un certo periodo ha anche servito come ciambellano di Isparta İbrahim Pascià.
Nel 1821 gli fu dato il titolo onorario di mirimah e divenne governatore di Bursa e guardia del Bosforo, fu Governatore di Afyonkarahisar nel 1822; Nel 1823 furono conferiti anche i doveri del governatore di Menteşe. Nel novembre 1824 gli fu conferito il grado di visir e nominato governatore dell'Anatolia. La Guardia del Bosforo è stata costituita nel giugno 1825. Ha mostrato grandi benefici negli eventi dell'abolizione dei giannizzeri, chiamati Vaka-i Hayriye, il 15-16 giugno 1825. Divenne Capitan pascià il 9 febbraio 1827.
La Russia intervenne in Rumelia all'interno guerra ottomano-russa del 1828-1829, effetto collaterale dell'intervento russo nella indipendenza della Grecia, il suo esercito puntò su Edirne e Šumen. Darendeli Topal İzzet Mehmed Pascià sconfisse e respinse l'esercito russo che attaccò Varna il 28 giugno e impedi ai russi di circondare questa fortezza. Tuttavia, alla fine di luglio, la marina russa bloccò gli approvvigionamenti dal mare e sbarcò le grandi forze, unendosi con l'esercito che arrivò da terra a luglio e circondò Varna con 170 cannoni e una forza di 23.000 uomini. Mehmet Izzet Pascià, che era il comandante di questo castello e aveva un contingente di 20.000 persone, resistette a questo assedio. Tuttavia, Ömer Pascià, che avrebbe dovuto venire in supporto con una forza di 20.000 uomini non riuscì a raggiungere questo obiettivo e il castello di Varna si arrese il 29 settembre 1828. Gli eserciti russi non potevano catturare la fortezza di Šumen. Allo stesso tempo, gli eserciti ottomani erano riusciti a tagliare le linee di rifornimento russe per fornire cibo, equipaggiamento e nuove truppe. Inoltre, i russi avevano subito grandi perdite. Per questi motivi, nell'inverno del 1828, gli eserciti russi abbandonarono la fortezza di Varna e la terra che si erano guadagnati e si ritirarono sul Danubio e in Besserabia. Mehmet İzzet Pascià nell'ottobre lasciò il castello di Varna, che aveva difeso per quattro mesi, per andare dove si trovavano il gran visir e l'esercito.
Il Gran Visir Benderli Mehmed Selim Sırrı Pascià, fu ritenuto responsabile della caduta di Varna, per aver ritardato l'invio degli aiuti, comunque non sufficienti, a questa fortezza. e venne licenziato il 24 ottobre 1828. İzzet Mehmed Pascià fu nominato gran visir. Trasferì l'esercito a Šumen quell'inverno e iniziò a rifornire di cibo e a reclutare nuovi soldati per l'operazione dell'anno successivo. Tuttavia, a causa del maltempo e delle forti piogge di quell'inverno, la riorganizzazione dell'esercito ottomano fu minima. Il Gran Visir, tenendo conto della forza dell'esercito russo, iniziò a tastare il terreno per un accordo di pace con la Russia. I notabili che vivevano a Istanbul, a cui non piaceva, influenzarono il sultano e lo fecero licenziare dal Gran Visir nel gennaio 1829.
Izzet Mehmet Pascià, fu esiliato a Tekirdağ. Nel 1829 gli eserciti russi riuscirono a conquistare molto più del previsto; sotto il comando del maresciallo Diebitch, una forza russa di 60.000 uomini attraversò il Danubio e assediò Silistra. L'esercito ottomano sotto il comando di Reşit Mehmet Pascià, che fu inviato a Varna contro i russi, fu sconfitto il 30 maggio dall'esercito russo di Diebitch nella battaglia di Kjulevča. Il 19 giugno Silistra cadde nelle mani dei russi. Il maresciallo Diebitsch marciò dalle montagne balcaniche verso Edirne, questa volta senza entrare a Šumen assediata con un esercito di 30.000 uomini. Burgas cadde. L'esercito ottomano, inviato per fronteggiare questo esercito, fu sconfitto a Sliven il 31 luglio; Edirne passò sotto l'occupazione russa; Il 28 agosto l'esercito russo arrivò a soli 68 km da Istanbul. A est, gli eserciti russi avanzarono verso Erzurum.
Izzet Mehmet Pascià, che era in esilio a Tekirdağ, organizzò le persone contro i russi facendo prendere le attrezzature per la difesa. Per questo motivo, İzzet Mehmet Pascià fu graziato. Il 14 luglio 1829, il Trattato di Adrianopoli fu firmato tra lo stato ottomano e la Russia.
Izzet Mehemd Pascià, nell'aprile 1831 e fu inviato a Vidin, e nel gennaio 1832 fu nominato governatore di Vidin e Nicopoli. Tuttavia, fu licenziato da questo incarico nel luglio 1832 ed esiliato a Edirne.
Fu graziato il 14 gennaio 1834. Nel giugno 1834 fu nominato governatore di Afyonkarahisar. Gli furono consegnati anche i sangiaccati di Ankara, Çankırı e Kastamonu. Afyonkarahisar fu assegnato a Kütahya nel settembre 1836; Çorum e Viranşehir sono stati aggiunti a questa regione e İzzet Mehmet Pascià fu portato nella nuova regione con il titolo di "Ankara Müşiri". Lasciò questo incarico nell'agosto 1839. Poiché non gli è stato assegnato un nuovo incarico, andò a Istanbul dove visse nella suo yali.
Nel luglio 1840 fu nominato guardiano dello stretto del Mediterraneo (Dardanelli).
Nel frattempo fu nominato comandante per le operazioni in Libano e Palestina da svolgere con i maggiori stati europei contro il governatore egiziano Kavalalı Mehmet Ali Pascià. Nell'agosto 1840, fu nominato governatore del territorio formato dall'unione degli Sidone, Beirut e Tripoli, chiamato Eyalet di Sidone. Allo stesso tempo, fu nominato Serraschiere. Ha avuto un certo successo contro le forze egiziane in questa regione. Tuttavia, durante questo comando, fu ferito a una gamba a causa della detonazione accidentale della sua pistola attaccata alla sella del suo cavallo. È stato licenziato dal servizio militare e dalla sua funzione pubblica nella regione Libano-Palestina in quanto disabile.
Dopo l'infortunio al piede, venne soprannominato "Topal" (zoppo) da ora in poi. Gli fu dato l'incarico governatore di Edirne per venire a Istanbul. Quando però nel giugno 1841 venne a Gallipoli per intraprendere questa missione, si capì che la ferita al piede non era ancora guarita. Chiese di rinunciare al suo posto da governatore di Edirne, venne accettato e gli fu permesso di venire a Istanbul.
Il 14 dicembre 1841, dopo il licenziamento del gran visir Mehmed Emin Rauf Pascià con il pretesto della sua vecchiaia, fu nominato gran visir per la seconda volta. İzzet Mehmet Pascià si occupò con successo di risolvere alcuni problemi finanziari. Ma i suoi oppositori erano impegnati a diffondere voci su di lui. Quando queste voci raggiunsero il sultano, Abdülmecid, che iniziò a fare un'obiezione per cambiare frequentemente il gran visir, affermò che queste voci erano un segno del fallimento del gran visir e lo licenziò dal suo incarico il 30 agosto 1842.
Una settimana dopo questo licenziamento, fu nominato governatore di Edirne per la seconda volta. Ma otto mesi dopo, nel maggio 1843, fu licenziato dall'ufficio di questo governatore e costretto a risiedere a Tekirdağ.
Dopo un certo periodo di tempo, fu nominato governatore di Hudâvendigâr (Bursa) nel settembre 1849, tuttavia, fu licenziato e mandato in pensione a causa della sua menomazione.
Si ritirò nella sua villa a Istanbul. Vi morì il 7 marzo 1855. La sua tomba si trova a Eyüp Sultan, nel giardino della scuola di Mihrişah Valide Sultan.